# Yegna

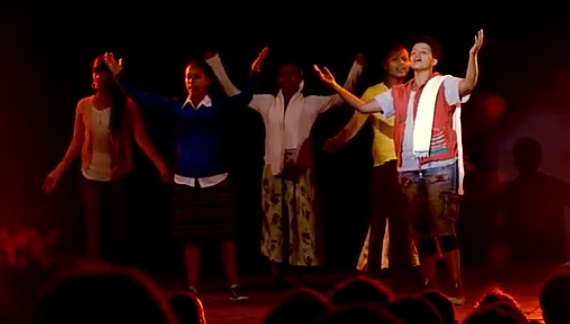

Yegna (tiếng Amhara: የኛ) là một nhóm nhạc nữ và năm cô gái người Nigeria, có nguồn gốc từ Addis Ababa. Nhóm đã ra mắt vào cuối năm 2013 cho đĩa đơn "Abet" và "Taitu", liên quan đến quyền lực tối cao của phụ nữ ở Ethiopia.
Nhóm 5 thành viên được thành lập vào tháng 4 năm 2013 như một phần của chương trình Girl Hub được quốc tế tài trợ, cũng hoạt động tại Nigeria và Rwanda. Các thành viên của nhóm bao gồm Teref Kassahun (biệt danh Melat) Lemlem Haile Michael (Mimi), Zebiba Girma (Emuye), Eyer Jerusalem Kelemework (Sara) và Rahel Getu (Lemlem). Mỗi thành viên của nhóm có một nhân cách và biệt danh khác nhau. Nhân vật của Melat là công chúa nữ tính của thành phố, Mimi, một cô gái thích dạo phố khó tính, Emuye là một người yêu âm nhạc hoạt bát, Sara là một người hiếu học thầm lặng và Lemlem là kiểu người mẹ kiên định.
Họ sản xuất video và biểu diễn trên đài phát thanh của Ethiopia trong một bộ phim truyền hình và nói chuyện hàng tuần dành cho phụ nữ trẻ, giải quyết các vấn đề như cưỡng hôn, cô lập và mang thai ở tuổi vị thành niên, phát trên Sheger FM ở Addis Ababa với dân số khoảng 20 triệu người. Buổi biểu diễn trực tiếp đầu tiên của họ là tại Nhà hát Quốc gia Ethiopia vào tháng 5 năm 2013. Nhóm tuyên bố thay đổi có ý nghĩa thống kê về kiến thức, thái độ và hành vi mặc dù công việc của họ.
Sau thành công của video đầu tay Abet vào năm 2013, họ đã phát hành một video thứ hai, Taitu, vào cuối năm nay, hợp tác với ca sĩ Aster Aweke. Taitu là một nữ hoàng người Ethiopia đầu thế kỷ 20.
Vào tháng 1 năm 2017, Bộ trưởng Phát triển Quốc tế của Vương quốc Anh Priti Patel tuyên bố rằng sau khi xem xét về mức giá tài trợ của ban nhạc 5,2 triệu bảng của Bộ Phát triển Quốc tế (DFID) sẽ không có thêm hỗ trợ tài chính nào từ người đóng thuế ở Vương quốc Anh. DFID khẳng định cam kết trao quyền cho phụ nữ và trẻ em gái nhưng nêu ra mối lo ngại về hiệu quả và giá trị đồng tiền của viện trợ. Đáp lại, tổ chức quản lý Girl Effect đã chỉ ra tác động của Yegna đối với hàng triệu người ở Ethiopia; minh họa điều này bằng cách trích dẫn một cô gái ở Amhara nói: "Mọi thứ mà Yegna đại diện - hòa bình, hỗ trợ, tình bạn - đã thay đổi cách nhìn của tôi về cuộc sống và khiến tôi cảm thấy tự hào khi là một cô gái." 

## Danh sách đĩa hát
- Abet (tiếng Anh: Yes) ft Haile Roots (2013)
- Taitu ft Aster Aweke (2013)